# 王永康 (1963年11月)
王永康（1963年11月—），男，汉族，湖北武汉人，中华人民共和国政治人物。武汉理工大学机械工程系金属材料专业毕业，哈尔滨工业大学工学博士，研究员级高级工程师。1984年7月加入中国共产党，1985年8月参加工作。
曾任中共浙江省委常委、省委统战部部长，中共陕西省委常委、中共西安市委书记，中共黑龙江省委、黑龙江省人民政府副省长等职。现任黑龙江省人大常委会副主任、党组副书记，中共第十九届中央委员会候补委员。

## 经历

### 早年
1981年，进入武汉理工大学机械工程系金属材料专业学习。在校期间，于1984年7月加入中国共产党。大学毕业后，被分配到上海理工大学机械系任助教。1988年，考入哈尔滨工业大学研究生院，在金属材料及工艺系攻读硕士。

### 从政

#### 浙江
1991年1月，进入中国兵器工业第五二研究所宁波分所工作；历任分所课题组组长、副所长、所长。1996年9月起，兼任宁波市科协副主席。1998年1月，升任中国兵器工业第五二研究所副所长（副厅级）、并兼任宁波分所所长，宁波市科委副主任（主持工作）、党组副书记，宁波市科协副主席。期间于1993年5月至2001年5月回到哈尔滨工业大学材料学专业学习，并于2001年7月获得工学博士学位。自2001年10月起，王永康历任宁波市人民政府副秘书长，市科技园区管委会主任、党工委书记，市科委（科技局）主任（局长）、党组书记。
2004年8月，任余姚市委副书记、代市长、市长。2006年4月升任中共余姚市委书记。2009年6月，出任中共宁波市委常委，升任正厅级。同时挂职担任中共重庆市南川区委书记（正厅局级）。
2011年3月，出任中共丽水市委副书记、丽水市人民政府市长，同时兼任丽水生态产业集聚区（丽水经济开发区）管理委员会党工委书记。2013年3月，升任中共丽水市委书记，兼任丽水市人大主任。
2016年1月，升任中共浙江省委常委、统战部部长。

#### 西安
2016年12月，调任中共陕西省委常委、中共西安市委书记。
2016年12月24日，刚上任陕西省委常委、西安市委书记的王永康对西安城墙景区环境卫生清洁工作进行暗访，先后亲自捡拾起27个烟头，并发起了“烟头不落地，古都更美丽”的倡议。随后王永康再次以实际行动践行此前的倡议，并提出“烟头革命”。同时，王永康也在西安开展了“厕所革命”，有效地改善了西安的卫生环境。而此前，王永康在丽水主政期间，也曾经主动捡烟头。翌年10月，王永康在中国共产党第十九次全国代表大会上当选中国共产党第十九届中央委员会候补委员。
王永康主政西安期间，西安市的竞争力大幅提升，2018年，西安GDP跨越8000亿元大关，达到8349.86亿元，增速居副省级城市第一，占全省比重升至34.2%、创14年来新高。西安时隔38年后，重回全国20强的位置。王永康也因此被称为“一个人点燃一座城”。然而，在王永康主政西安的时候，也正是秦岭违建别墅事件引发西安官场剧烈动荡的时期，其前任魏民洲，还有其任内的市长上官吉庆分别遭到落马以及留党察看并且撤职、降级为副厅级非领导职务的处分。

#### 黑龙江
2019年2月，王永康调任中共黑龙江省委常委、省人民政府党组成员。同年3月任黑龙江省副省长。尽管王永康此前主政西安的时间仅两年多，表面上并没有涉及秦岭违建别墅事件，但这件事已对其未来仕途造成了不利影响。并仅以一名普通副省长的身份列入省委常委班子，其地位在时任省政府党组副书记李海涛之后。
2022年1月，王永康不再担任黑龙江省人民政府副省长，转任黑龙江省人大常委会副主任。并于同年1月28日起，王永康兼任黑龙江省人大常委会党组书记。2025年7月29日，改任黑龙江省人大常委会党组副书记。